# Trevor Einhorn
Trevor Elias Einhorn (* 3. November 1988 in Los Angeles, Kalifornien) ist ein US-amerikanischer Schauspieler. Er begann als Kinderschauspieler und erlangte in den 1990er-Jahren mit der wiederkehrenden Rolle des Frederick Crane, dem Sohn des Titelhelden der Serie Fraiser Aufmerksamkeit. Er spielte weiterhin in Mad Man und in The Magicians.

## Leben
Trevor Einhorn hatte bereits als Kind eine Rolle in einer der Kultcomedyserien des amerikanischen Fernsehens inne, er spielte in „Frasier“ den Sohn des Titelcharakters, dargestellt von Kelsey Grammer. Er übernahm den Part 1996 im Alter von acht Jahren, zuvor gab es wechselnde Baby- und Kinderdarsteller für diese Rolle, die in der achten Staffel von „Cheers“, aus der „Frasier“ als Spin-Off entstand, geboren wurde.
Auch nach dem Ende von „Frasier“ blieb Trevor Einhorn dem Showgeschäft erhalten, er hatte eine Nebenrolle in „Die himmlische Joan“ inne und gastierte u. a. in „Ein Trio zum Anbeißen“ und „The Office“. 2006 folgte dann eine weitere wiederkehrende Rolle in der kurzlebigen ABC-Comedy-Serie „Sons & Daughters“, die allerdings bereits nach einer verkürzten Staffel wieder eingestellt wurde. Seit 2013 gehört Trevor Einhorn zum Cast von „Mad Men“.

## Filmografie
- 1994: Enthüllung (Disclosure)
- 1996: Tödliches Spiel (Deadly Games, Fernsehserie, 1 Folge 1x12)
- 1996: MADtv (Fernsehserie, 1 Folge 1x19
- 1998: Die Sportskanonen (BASEketball)
- 1998: Operation Splitsville
- 1998: The Hanleys
- 1999: Ein Trio zum Anbeißen (Two Guys, a Girl and a Pizza Place, Fernsehserie, 1 Folge 2x18)
- 1999: The Storyteller (Kurzfilm)
- 2000: Norm, Fernsehserie, 1 Folge 3x10)
- 1996–2003: Fraiser (Fernsehserie, 8 Folgen)
- 2004: Die himmlische Joan (Joan of Arcadia, Fernsehserie, 3 Folgen)
- 2006: Help Me Help You, (Fernsehserie, 1 Folge 1x03)
- 2006–2007: Sons & Daughters (Fernsehserie, 10 Folgen)
- 2008: Das Büro (The Office, Fernsehserie, 1 Folge 4x13)
- 2013: Arrested Development (Fernsehserie, 1 Folge 4x07)
- 2014: Garfunkel and Oates (Fernsehserie, 1 Folge 1x07)
- 2014: Major Crimes (Fernsehserie, 1 Folge 3x13)
- 2013–2015: Mad Men (Fernsehserie, 14 Folgen)
- 2015: Maron (Fernsehserie, 1 Folge 3x13)
- 2015: #Cybriety (Fernsehserie, 1 Folge 1x07)
- 2016: Underachievers
- 2016: Roommates
- 2017: Dirty Dancing: Fernseh-Special (Dirty Dancing)
- 2017: The Last Tycoon (Fernsehserie, 1 Folge 1x08)
- 2016–2020: The Magicians (Fernsehserie, 35 Folgen)